# Барбар Аркадій Олексійович
Арка́дій Олексі́йович Ба́рбар (*1879, с. Попівщина, Роменський повіт, Полтавська губернія — †3 листопада 1937, урочище Сандармох, Карелія) — український  вчений , директор Департаменту Міністерства народного здоров'я УНР.
Жертва сталінського терору.

## Біографія
Народився в родині українського шляхтича Олексія Барбара. Закінчив медичний факультет Київського університету, був членом УСДРП. У часи постання УНР і Гетьманату — один з організаторів служби масового медичного обслуговування і Всеукраїнського товариства лікарів, працював також в Українському Червоному Хресті.
Служив військовим лікарем (1919—1920), від 1921-го — асистент катедри внутрішніх хвороб, згодом до арешту — 18 серпня 1929 р.— працював на посаді старшого асистента, професора Київського медичного інституту, був науковим співробітником, членом президії Медичної секції ВУАН. Мешкав у Києві.
Незаконно засуджений на сфабрикованому процесі СВУ до восьми років позбавлення волі. З Ярославського політізолятора згодом переведений на Соловки. Відбував покарання у спецізоляторі «Савватьєво», завідував медичним околодком. Постановою окремої трійки Управління НКВС СРСР по Ленінградській області від 9 жовтня 1937 року дістав найвищу кару (розстріл). Вивезений із Соловецької тюрми з великим етапом в'язнів і страчений 3 листопада 1937 р. в урочищі Сандармох поблизу робітничого селища Медвежа Гора (нині м. Медвеж'єгорськ, Республіка Карелія, РФ).
Пленум Верховного суду УРСР 11 вересня 1989 р. скасував вирок у справі, припинивши її за відсутністю складу злочину.